# Leandro Collavini
Leandro Collavini (Lanús, Buenos Aires, Argentina, 14 de diciembre de 1985) es un futbolista argentino. Juega como volante y actualmente está libre.

## Clubes
| Club              | País      | Año         |
| ----------------- | --------- | ----------- |
| Talleres (RdE)    | Argentina | 2005 - 2009 |
| Tristán Suárez    | Argentina | 2009 - 2012 |
| Atlético Tucumán  | Argentina | 2012 - 2013 |
| Atlanta           | Argentina | 2013 - 2014 |
| Almirante Brown   | Argentina | 2014 - 2015 |
| Deportivo Riestra | Argentina | 2016 - 2019 |

- Datos: Q5972209